# Holt Gas-Electric Tank
A Holt Gas-Electric Tank az USA harckocsi-tervezési munkáinak kezdeti terméke volt. A fejlesztést a Holt traktorokat gyártó Holt Manufacturing Company (ma Caterpillar Inc.) és a U.S. General Electric Company végezte. Ez volt az első valódi amerikai harckocsi-konstrukció. A jármű meghajtásáról egy Holt féle négyhengeres benzinmotorhoz kapcsolt GEC elektromos generátor, illetve az általa táplált, meghajtó kerekekként egy-egy villanymotor gondoskodott.